# Halo: Spartan Assault
Halo: Spartan Assault — компьютерная игра в жанре шутер, выпущенная в 2013 году, и разработанная 343 Industries и Vanguard Games. Является частью медиа-франшизы Halo, выпущенная 18 июля 2013 года для Microsoft Windows и Windows Phone. Впоследствии игра была выпущена для Xbox One, Xbox 360 и iOS.
Halo: Spartan Assault разворачивается между событиями Halo 3 и Halo 4. Игроки управляют солдатами-людьми Сарой Палмер и Эдвардом Дэвисом, когда они сражаются с фракцией осколков инопланетного Завета. Игра была запущена с 25 одиночными миссиями, а дополнительная кампания была выпущена в виде загружаемого контента. Консольные версии имеют эксклюзивный кооперативный режим орды.
После нескольких лет слухов или отмененных портативных проектов Halo, Spartan Assault была первой мобильной игрой франшизы. Разработчики потратили время на адаптацию отличительных элементов Halo к игре с сенсорным экраном, предназначенной для воспроизведения короткими очередями. Игра получила смешанные отзывы после релиза, и игра получила высокую оценку за её успех в определении эстетики Halo; мобильные версии игры получили более низкие средние баллы. После Spartan Assault в 2015 году последовало продолжение Halo: Spartan Strike.

## Игровой процесс
Halo: Spartan Assault является шутером в перспективой сверху вниз. Способ управления игрой зависит от платформы. На сенсорном экране мобильных устройств игроки управляют персонажем с помощью виртуальных джойстиков — левый стик управляет движением, а правый стик управляет направлением огня персонажа-вместе с кнопками по краю экрана. На Xbox 360 и Xbox One используется геймпад, в Windows можно использовать либо геймпад, либо клавиатуру и мышь.
В игре представлены классические виды оружия и транспортных средств из франшизы. Многие виды оружия автоматически нацеливаются на врагов в направлении, в котором игрок стреляет.
В консольных версиях игры имеется дополнительный кооперативный режим игры, отличающийся от основной кампании.

## Сюжет
Halo: Spartan Assault происходит в XXVI веке между событиями Halo 3 и Halo 4. После событий Halo 3, Human UNSC и сепаратисты Alien Covenant подписали соглашение о прекращении огня, чтобы положить конец десятилетней войне. Геймплей следует через перспективу спартанских суперсолдат Сары Палмер или Спартана Дэвиса. Кампания разделена на главы, которые в свою очередь разделены на отдельные миссии.
Спартанцы Палмер и Дэвис дислоцируются на планете Draetheus V, когда она попадает под атаку изгоев группы ковенантов, проигнорировавших прекращение огня. Палмер и Дэвис отражают атаку захватчиков.
Руководство Нового Завета обнаруживает, что луна Дретея на самом деле является оружием, построенным древней расой, известной как Предтечи. Завет активирует оружие, разрывая Дритея и вызывая эвакуацию. Спартанец Дэвис отдает свою жизнь, чтобы дать оставшимся человеческим силам достаточно времени для побега. Спартанец Палмер выслеживает лидера ковенантов Мерга Вола, убивает его, саботирует оружие предтеч и убегает с луны.
В кампании Operation Hydra спартанец Палмер возвращается на X50 в поисках таинственного сигнала. Она обнаруживает, что на самом деле это сигнал бедствия от спартанца Дэвиса. Палмер достигает ядра X50, но находит Дэвиса мертвым; луна использует его останки для создания неизвестного устройства, которое Палмер извлекает для изучения.

## Выпуск
Spartan Assault была выпущена в Северной Америке и Европе 18 и 19 июля соответственно. В Соединенных Штатах игра была изначально ограничена телефонами Verizon, а затем была выпущена на всех устройствах с Windows 8. Xbox One версия игры вышла 24 декабря 2013 года, за которой последовала версия для Xbox 360 31 января 2014 года.
4 апреля 2014 года игра вышла в Steam, став первой игрой в серии, появившейся на этой площадке. 16 апреля 2015 года игра была выпущена для iOS. Релиз игры совпал со связанным сюжетом комиксом Halo: Initiation, который подробно описал путь Палмера к становлению спартанцем.
Операция Гидра, бесплатное обновление к игре, было выпущено 29 августа. В обновление добавлены новые миссии и достижения, возможность покупать определенное силовое оружие за XP вместо реальной валюты, а также поддержка контроллера Xbox 360. Демо-версия игры, включающая обучающую и первую миссии, была выпущена 30 августа. Обновление также добавило совместимость с Windows Phone с 512 МБ ОЗУ, и возможность играть с помощью геймпада Xbox на компьютерах Windows.

## Отзывы и критика
| Сводный рейтинг    | Сводный рейтинг                         |
| Агрегатор          | Оценка                                  |
| ------------------ | --------------------------------------- |
| GameRankings       | (PC) 68,79 % (XONE) 53,67 %             |
| Metacritic         | (PC) 70/100 (XONE) 53/100 (X360) 51/100 |
| Иноязычные издания |                                         |
| Издание            | Оценка                                  |
| Destructoid        | 7/10                                    |
| Eurogamer          | 7/10                                    |
| Game Informer      | 8,25/10                                 |
| GameSpot           | 6/10                                    |
| IGN                | 6,7/10                                  |
| PC Gamer (US)      | 58/100                                  |
| VideoGamer         | 7/10                                    |
| MaxPC              | 8/10                                    |

Сразу после релиза Spartan Assault получила смешанные отзывы критиков. На Metacritic игра имеет взвешенный агрегированный рейтинг 70/100, основанный на 17 отзывах.
Рецензенты похвалили игру за её следование стилю Halo. Кайл Хиллард из Game Informer назвал Spartan Assault «настоящей игрой Halo, даже в урезанных масштабах», в игре представлены знакомые моменты Halo, враги и звуки. Критике были подвергнуты микротранзакции.
Летом 2018 года, благодаря уязвимости в защите Steam Web API, стало известно, что точное количество пользователей сервиса Steam, которые играли в игру хотя бы один раз, составляет 352 861 человек.